# Dragon Ball Z : Broly le super guerrier
 (mai 2024).
Ne doit pas être confondu avec Dragon Ball Super: Broly.
Dragon Ball Z : Broly le super guerrier (ドラゴンボールZ 燃えつきろ!!熱戦・烈戦・超激戦, Doragon Bōru Zetto Moetsukiro!! Nessen Ressen Chō-Gekisen, litt. Dragon Ball Z : Consume-toi !! Combat ardent • Lutte acharnée • Intense bataille) est un film d’animation japonais réalisé par Shigeyasu Yamauchi, sorti 1993.

## Synopsis
Un dénommé Paragus, accompagné de ses soldats, vient chercher Vegeta sur Terre, pour lui demander de devenir le roi de la nouvelle "planète Végéta". Toute l’équipe accompagne le prince. Entre-temps, Son Goku traque un être à la force mentale surpuissante ayant anéanti des planètes dans la galaxie du Sud. Lorsque Son Goku fait la rencontre de Broly, le fils de Paragus, il ressent une grande force spirituelle, et en déduit que c'est lui qui a détruit les planètes de la galaxie du Sud. Paragus a, en réalité, attiré Vegeta et ses amis sur une planète en ruines, qui est sur le point d'être frappée par une comète, afin de se venger de la tentative de meurtre du roi Vegeta sur son fils, et, de pouvoir conquérir la Terre sans rencontrer d'obstacle. Le combat entre Broly et les Saiyans commence alors par la transformation Super Saiyan légendaire de Broly, craint par tous. Son Goku et ses camarades ont du mal à s'en défaire et Broly se débarrasse de son père qui voulait s'échapper. Finalement, Son Goku parvient à le vaincre grâce aux forces que lui ont transmises ses compagnons, et, in extremis, tous le monde est sauvé de la destruction de la planète par une capsule spatiale.

## Fiche technique
- Titre original : ドラゴンボールZ 燃えつきろ!!熱戦・烈戦・超激戦 (Doragon Bōru Zetto Moetsukiro!! Nessen Ressen Chō-Gekisen)
- Titre français : Dragon Ball Z : Broly le super guerrier
- Réalisation : Shigeyasu Yamauchi
- Scénario : Takao Koyama, adapté du manga Dragon Ball d’Akira Toriyama
- Montage : Tamio Hosoda
- Direction artistique : Shinzo Gyo
- Animation : Yuya Takahashi, Naoyoshi Yamamuro (directeur)
- Musique : Shunsuke Kikuchi
- Producteurs :
  - Gen Fukunaga (producteur exécutif)
  - Chiaki Imada, Tomio Anzai (producteurs)
- Société de production : Toei Animation
- Pays d’origine :  Japon
- Format : Couleurs
- Genre : Aventure, fantastique
- Durée : 70 minutes
- Date de sortie
  - Japon : 6 mars 1993

## Distribution
- Hiroko Emori (VF : Claude Chantal) : Madame Brief
- Toshio Furukawa (VF : Philippe Ariotti) : Piccolo
- Ryō Horikawa (VF : Éric Legrand) : Vegeta
- Yasuhiko Kawazu (VF : Philippe Ariotti) : Moa
- Iemasa Kayumi (VF : Georges Lycan) : Paragus
- Takeshi Kusao (VF : Marc Lesser) : Trunks
- Kōhei Miyauchi (VF : Pierre Trabaud) : Kamé Sennin
- Masako Nozawa (VF : Brigitte Lecordier) : Son Gohan
- Masako Nozawa (VF : Patrick Borg) : Son Goku
- Masaharu Satō (VF : Éric Legrand) : Roi Vegeta
- Bin Shimada (VF : Marc Lesser) : Broly
- Mayumi Tanaka (VF : Claude Chantal) : Krilin
- Naoki Tatsuta (VF : Philippe Ariotti) : Oolong
- Naoko Watanabe (VF : Céline Monsarrat) : Chichi
- Hiromi Tsuru (VF : Céline Monsarrat) : Bulma
- Hiromi Tsuru (VF : Brigitte Lecordier) : Trunks (bébé)
- Jōji Yanami (VF : Pierre Trabaud) : Maître Kaio
- Jōji Yanami (VF : Georges Lycan) : Narrateur

## Continuité dans l'histoire
Ce film semble se dérouler durant les 10 jours d'entrainement laissés par Cell en vue du Cell Game. Il y a cependant un anachronisme à noter : durant cette période, Son Goku et Son Gohan restaient en permanence transformés en Super Saiyan.

## Autour du film
Le film fait partie du second Akira Toriyama - The World, la Toeï Anime Fair de mars 1993, avec le film 6 de Dr Slump. À noter que le titre qui mentionnait Broly à l’époque comme "Le super guerrier" serait aujourd’hui "Le Super Saiyan".
L'histoire se déroule durant l'arc scénaristique des Cyborgs et de Cell (quoi qu'aucune mention de chacune de ces menaces ne soient mentionnées). C'est par la présence du Trunks venant du futur qu'on en déduit cela.